# Nikon Z 30
A Nikon Z 30 egy 20,9-megapixeles DX-formátumú, Z-bajonnettes digitális tükör nélküli fényképezőgép, amelyet a Nikon 2022. június 29-én jelentett be. Ez a Nikon harmadik APS-C-szenzorméretű Z-bajonettes tükörnélküli fényképezőgépe. Ez a Nikon kilencedik Z-bajonettes, valamint az első elektronikus kereső nélküli Z-bajonettes fényképezőgépe. A fényképezőgép 20,9 megapixeles állókép és 4K videó rögzítésére képes (4K videó 30 fps-ig), viszont nem rendelkezik belső képstabilizátorral (IBIS).
Funkciók szempontjából a Nikon Z 50-re és a Nikon Z fc-re épít, de mivel a gépet vloggereknek és különféle internetes tartalomgyártóknak szánják, így a központban a videófelvétel áll: ennek köszönhető a teljesen, oldalra is kihajtható érintőképernyő megléte. Kompatibilis az ML-L7 Bluetooth távirányítóval és a SmallRig Tripod Grip 3070-nel.

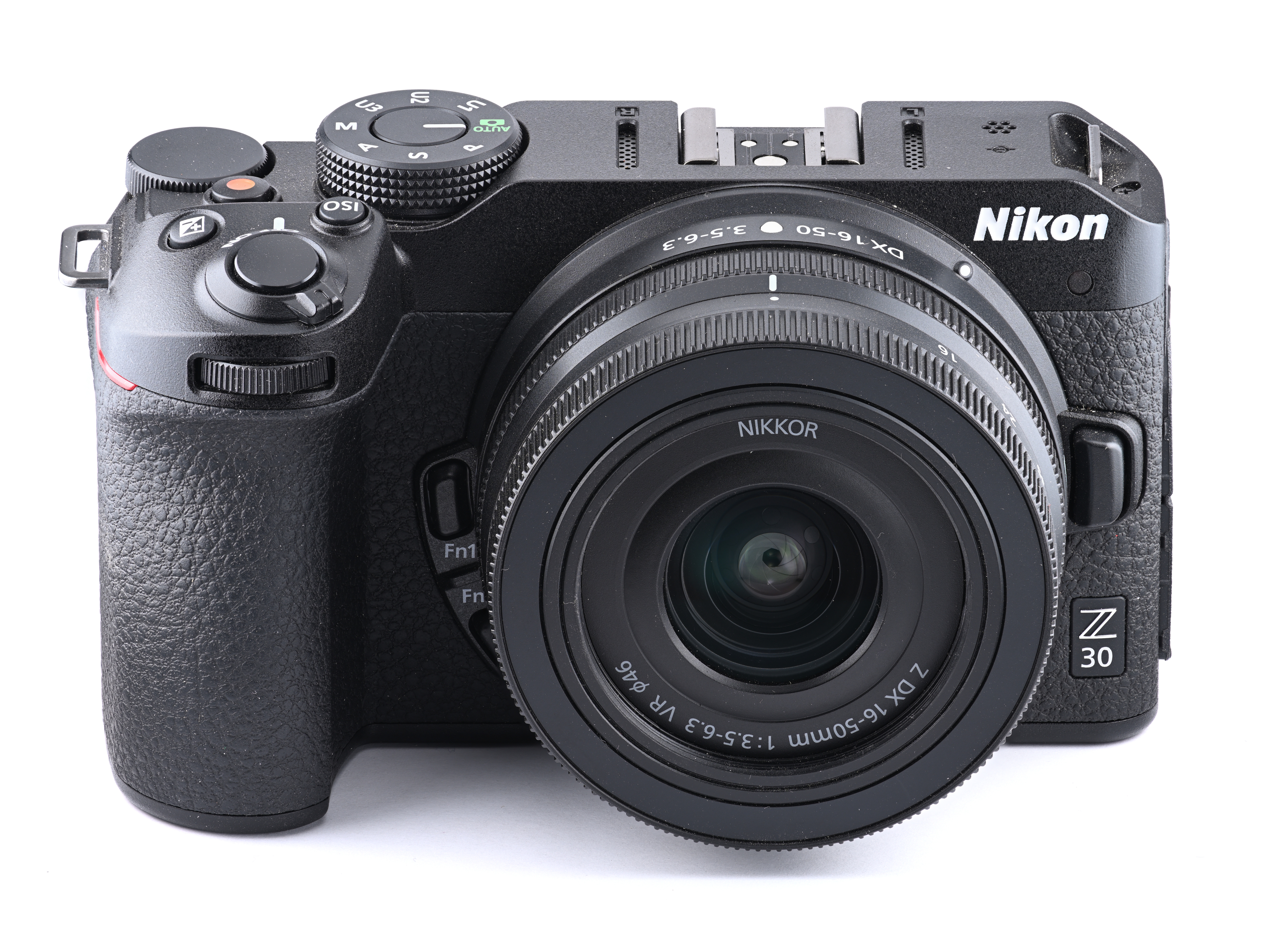
Z 30 + NIKKOR Z DX 16-50mm f/3.5-6.3 VR
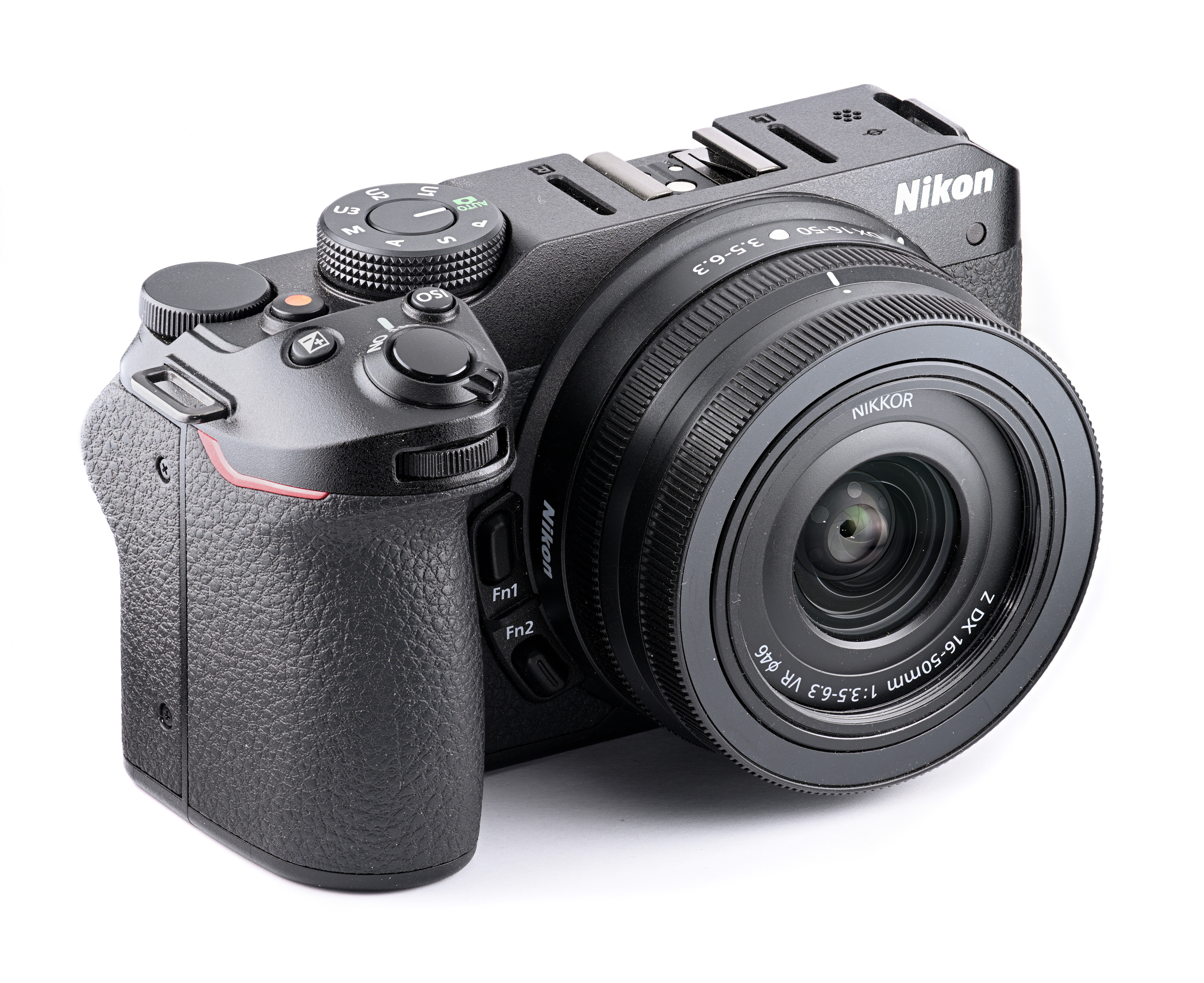
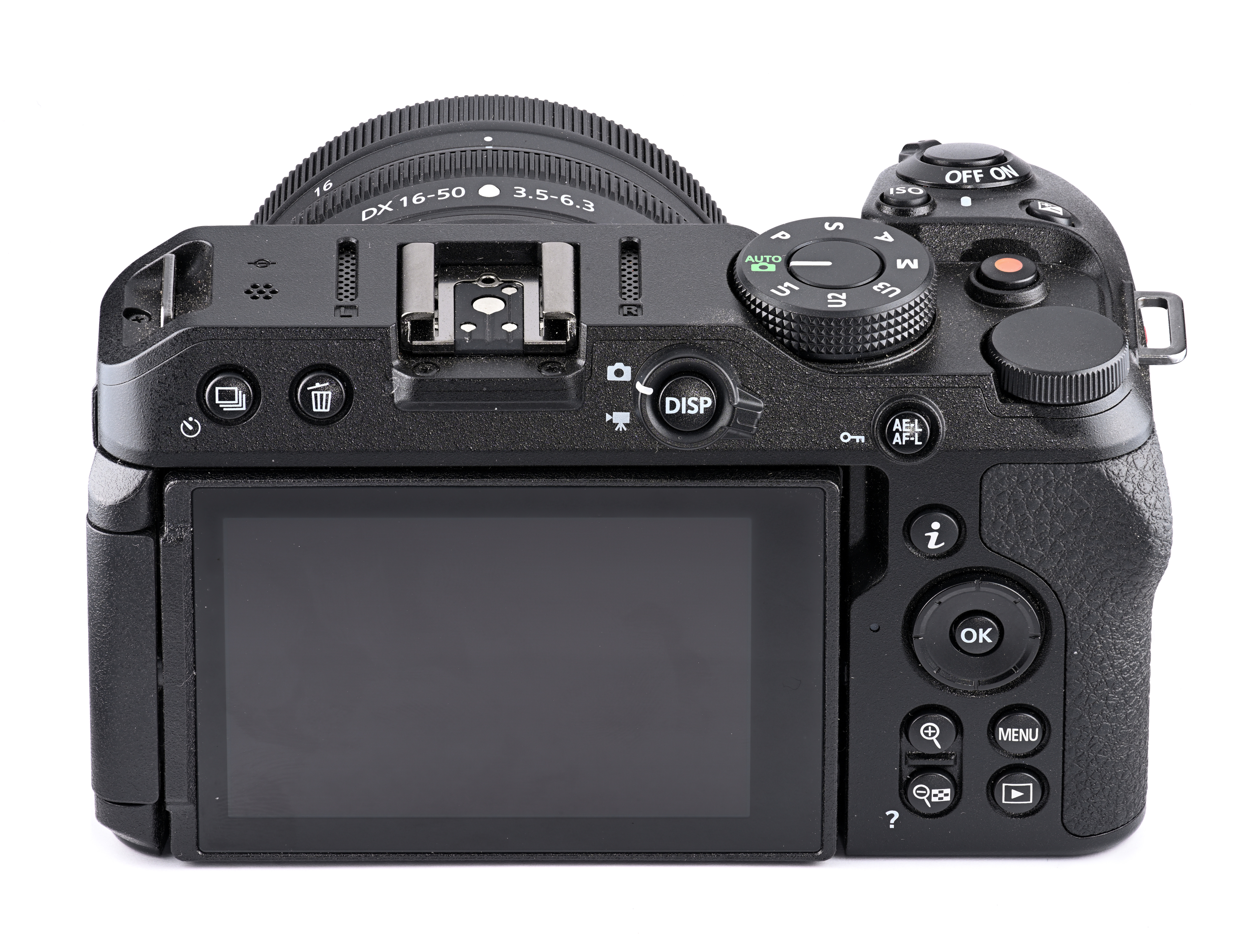
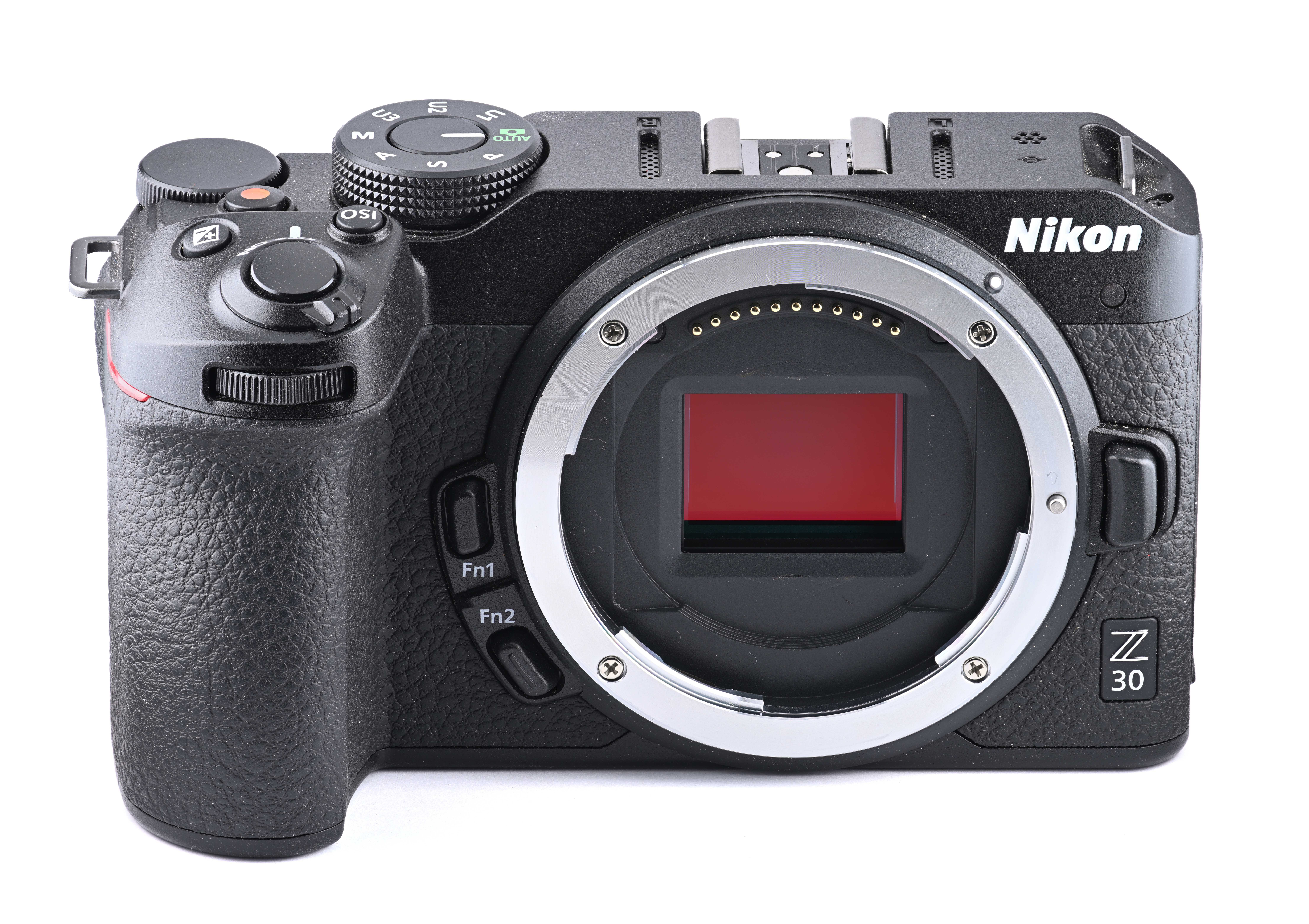
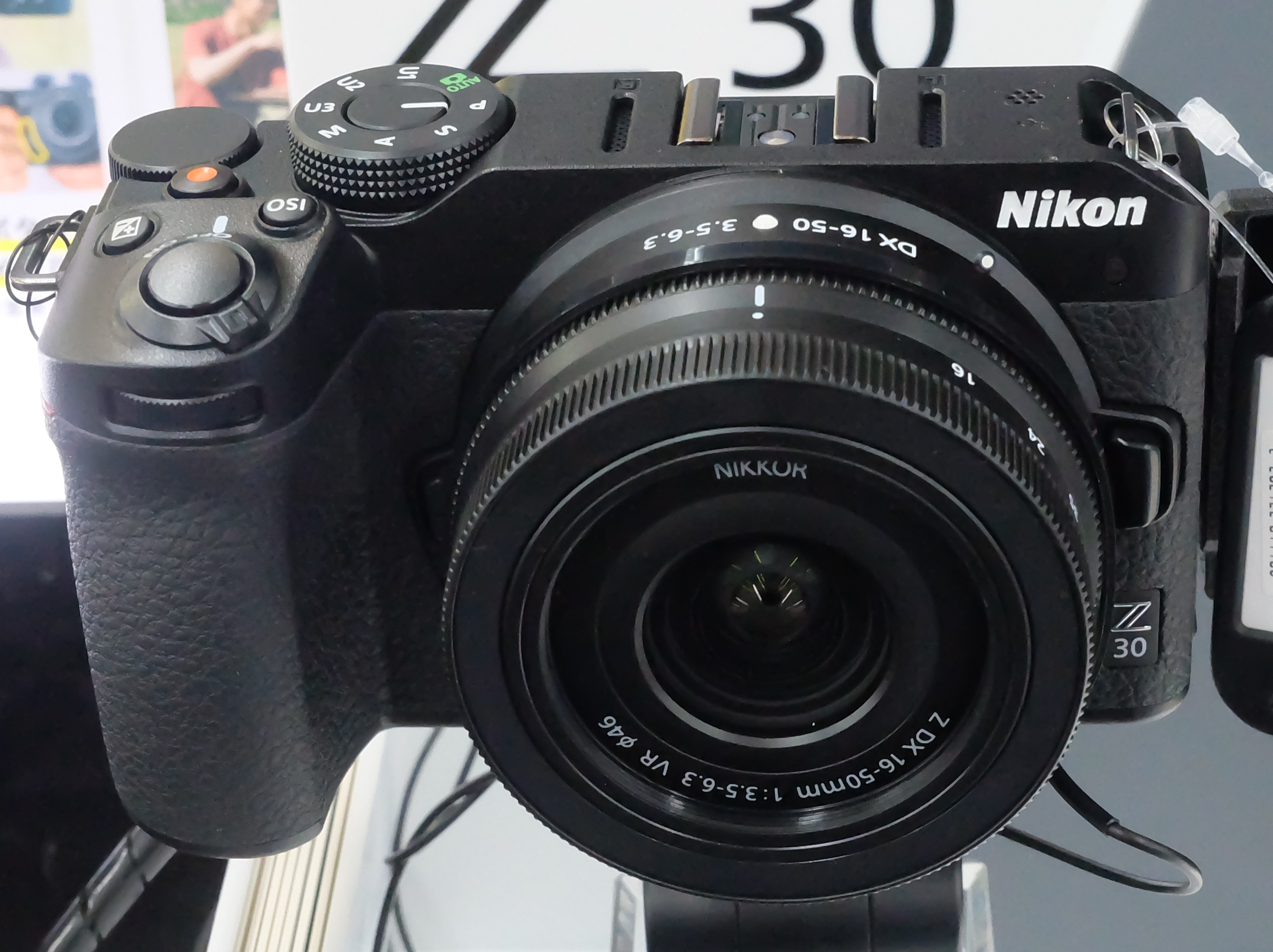
Z 30 + NIKKOR Z DX 16-50mm f/3.5-6.3 VR
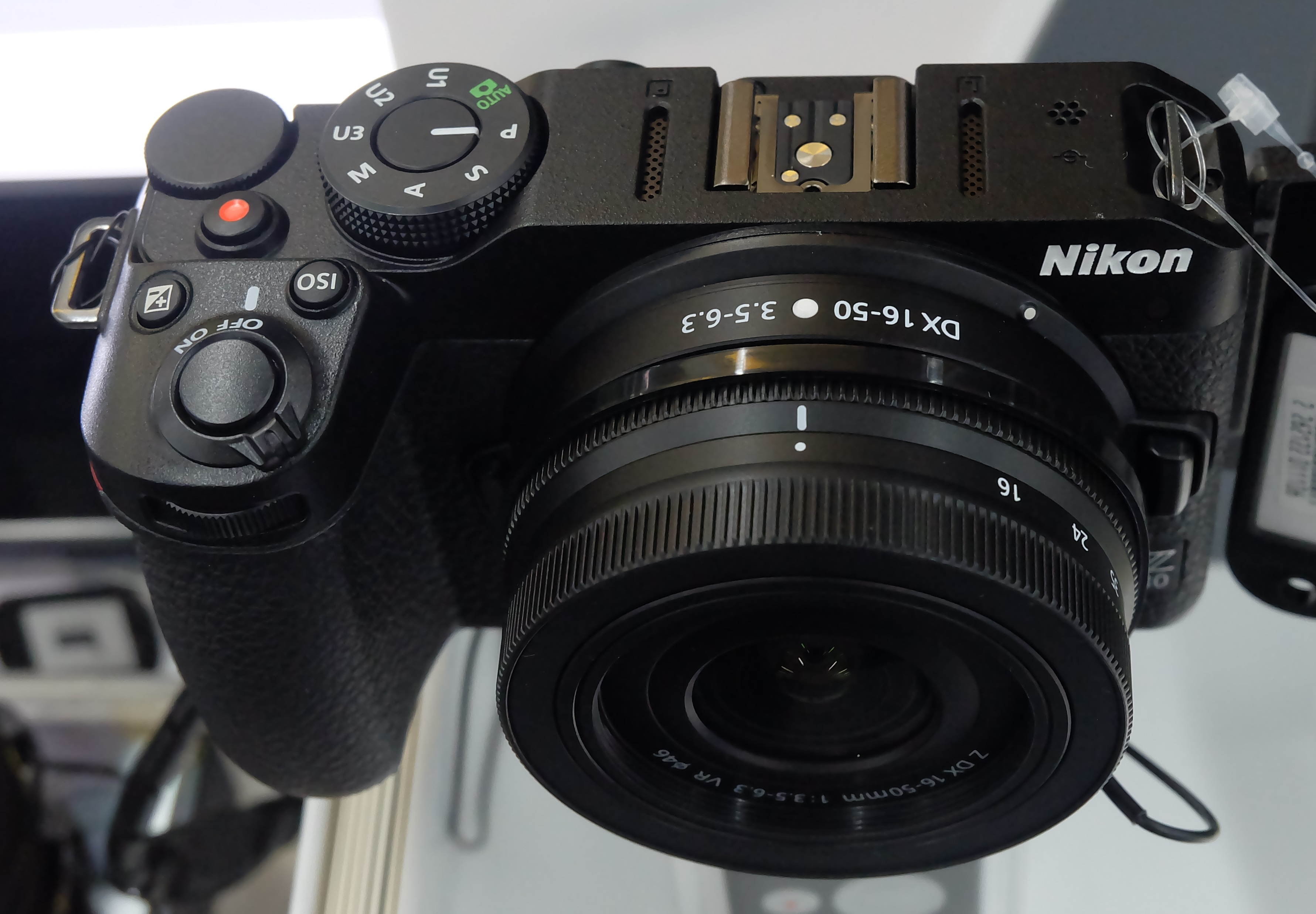
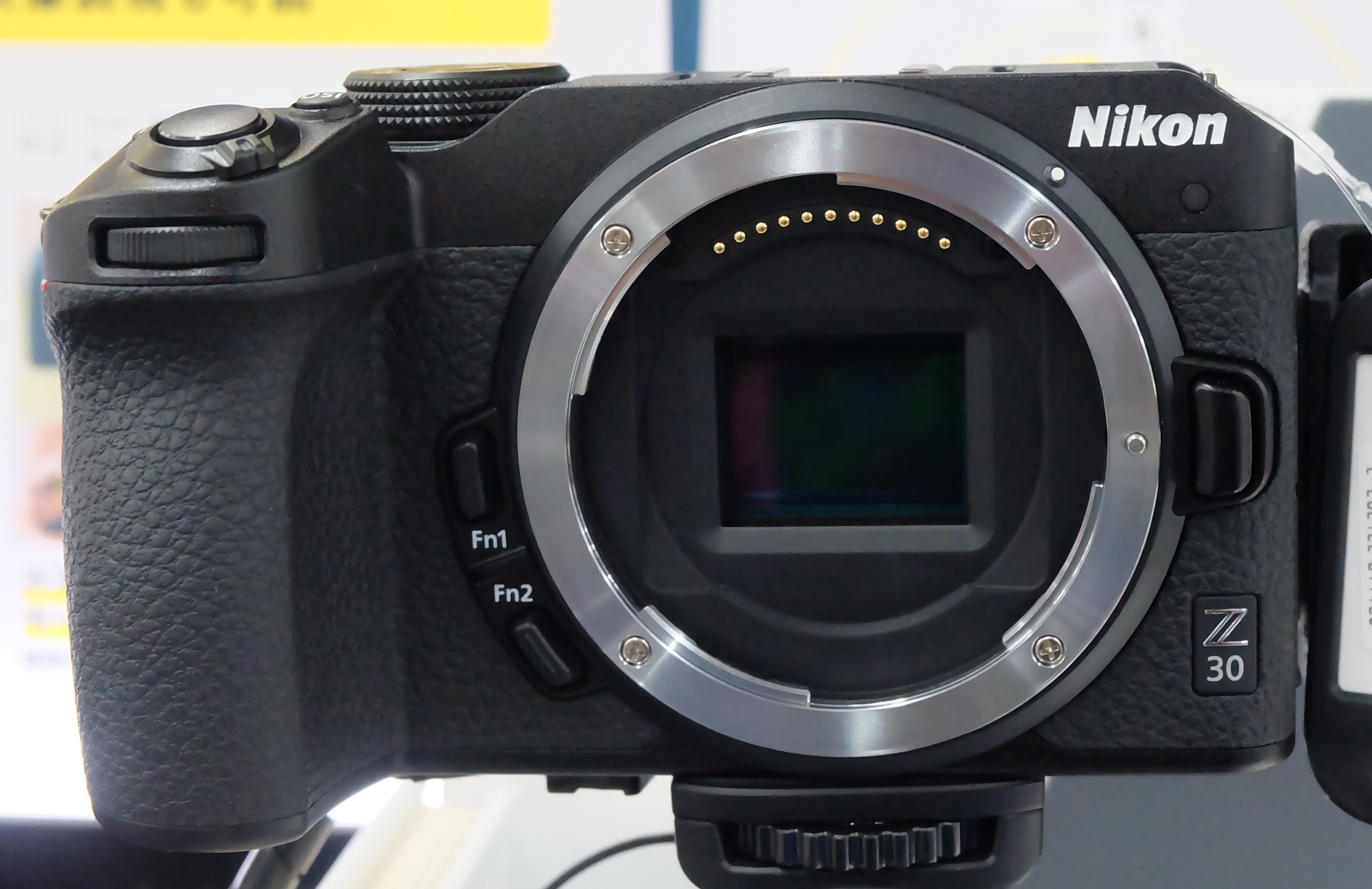
A Z-bajonett és a Z 30 APS-C méretű képérzékelője
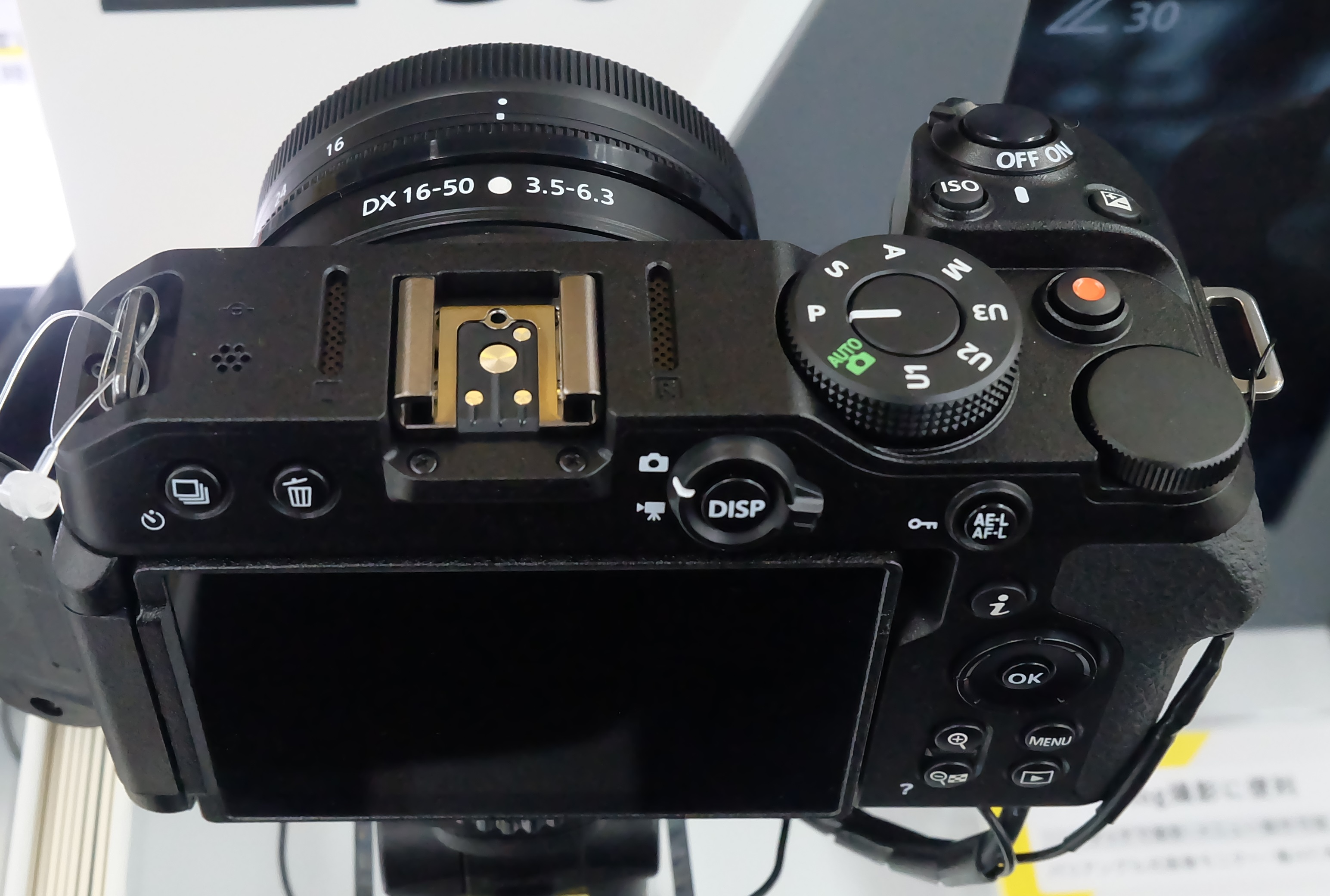
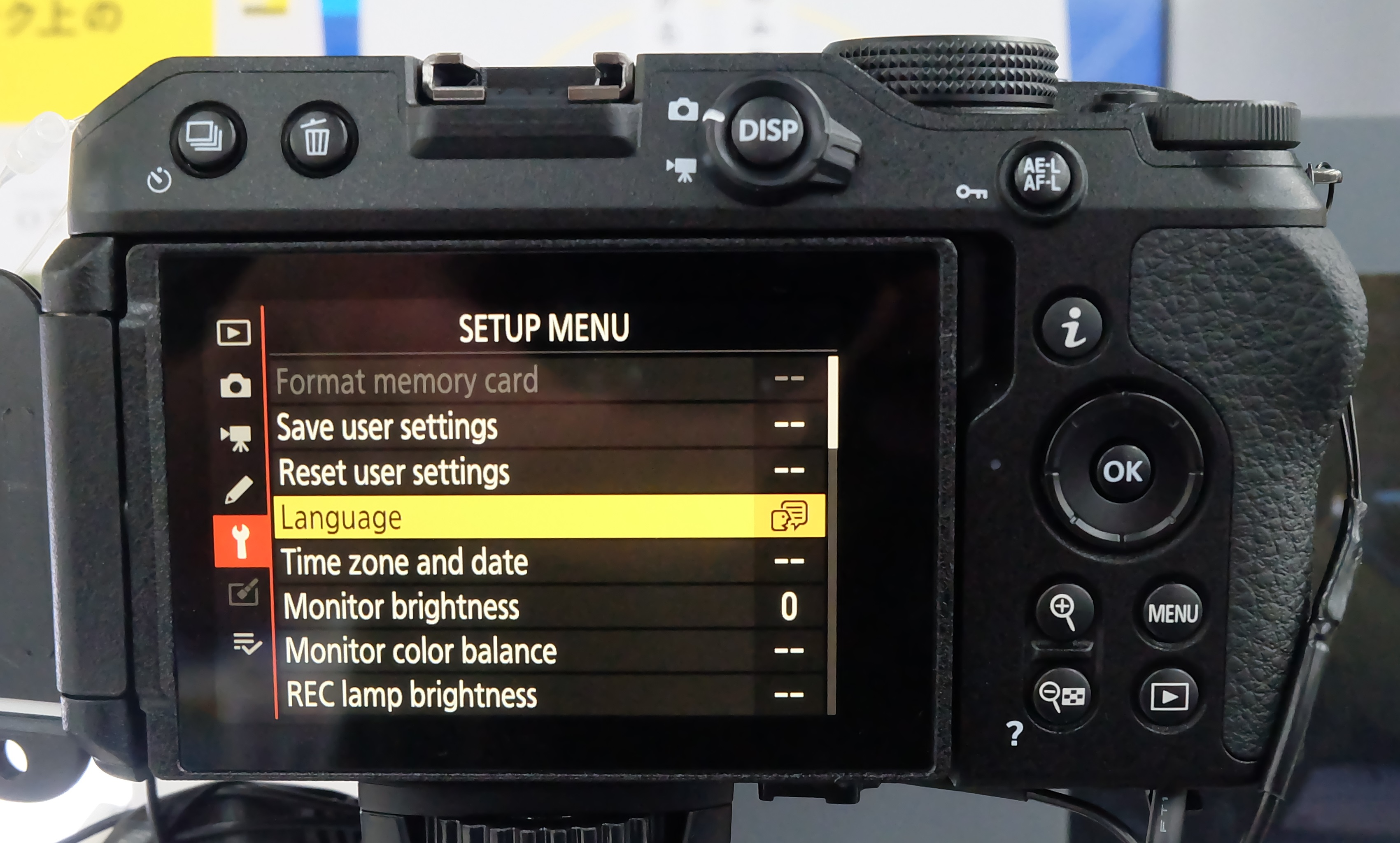
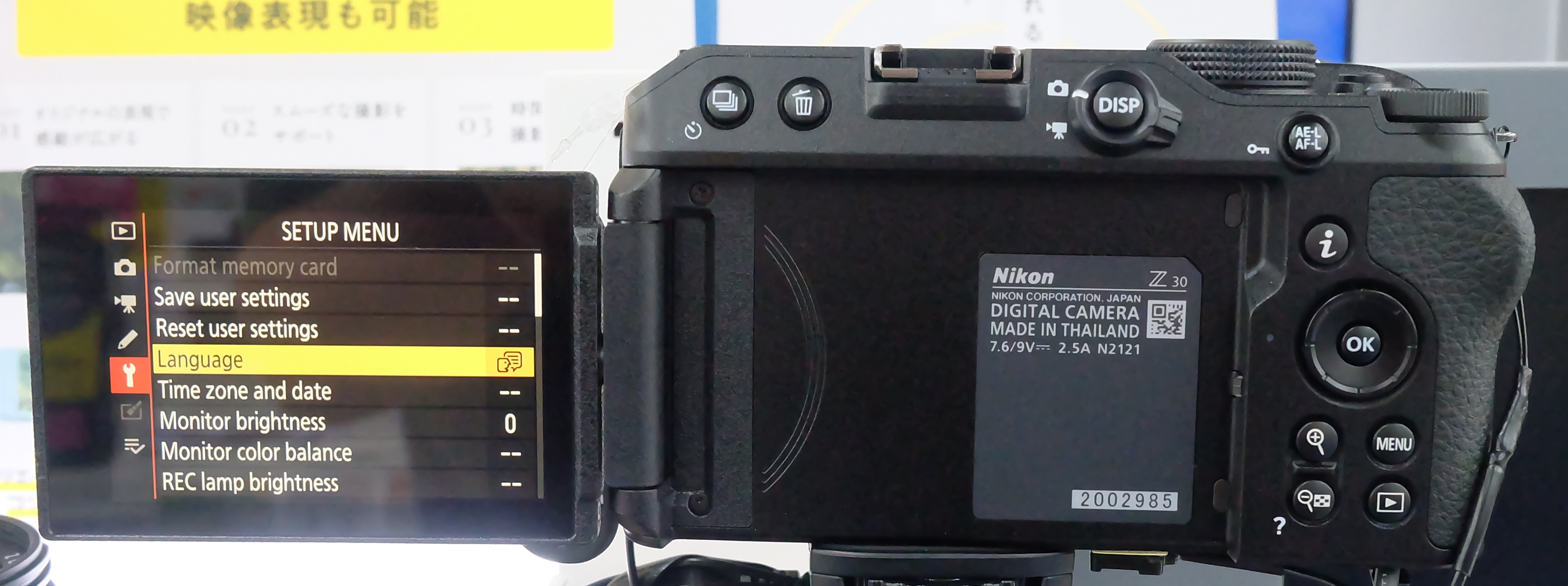
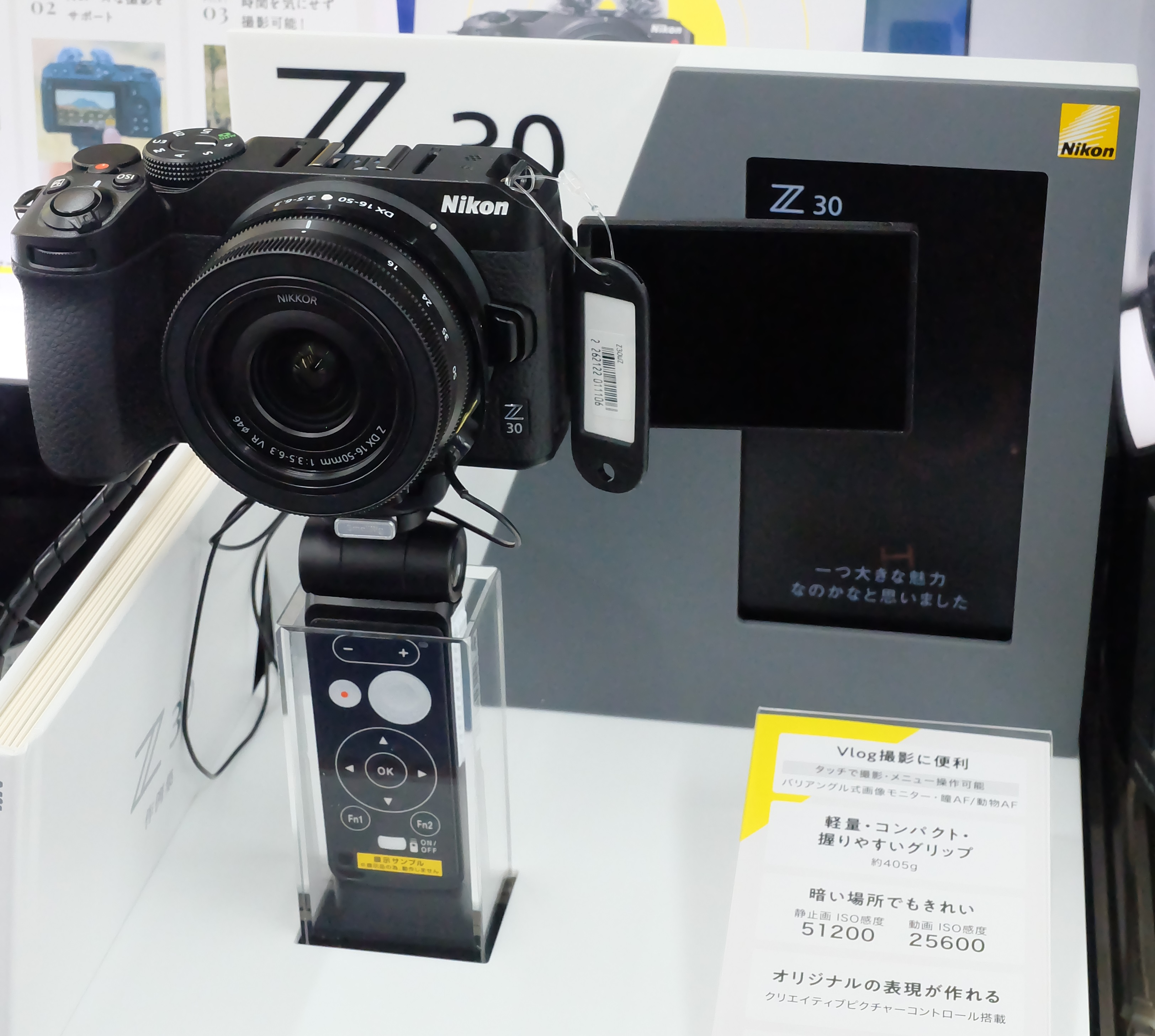
Z 30 SmallRig Tripod Grip 3070-nel

## Firmware frissítések
| Verzió | Megjelenés       | Fő változások, megjegyzések |
| ------ | ---------------- | --- |
| 1.00   | 2022. június 29. | - Első firmware-verzió |
| 1.10   | 2023. május 10.  | - Power zoom támogatása power zoomos objektíveken - MC-N10 különálló markolat támogatása - EN-EL25a akkumulátor támogatása - Piros keret és az eltelt idő kijelzése videófelvétel közben - ML-L7 távirányítóhoz kapcsolódó hibajavítások - iOS NX MobileAir támogatása (v1.1.3+) - Hibajavítások |
| 1.11   | 2024. április 9. | - Változtak az alapértelmezett értékek drótnélküli kapcsolat esetén |